# Agelas axifera
Agelas axifera är en svampdjursart som beskrevs av Jörn Hentschel 1911. Agelas axifera ingår i släktet Agelas och familjen Agelasidae. Inga underarter finns listade i Catalogue of Life.